# Terlizzi
Terlizzi ist eine süditalienische Gemeinde (comune) mit 26.013 Einwohnern (Stand 31. Dezember 2023) in der Metropolitanstadt Bari in Apulien. Die Gemeinde liegt inmitten einer fruchtbaren Ebene etwa 30 Kilometer nordwestlich von Bari und grenzt an die Provinz Barletta-Andria-Trani. Nördlich der Gemeinde verläuft die Autostrada A14 von Tarent nach Pescara, Ancona und Bologna. Aufgrund der Bedeutung des Blumenanbaus wird die Stadt auch città dei fiori genannt.

## Geschichte

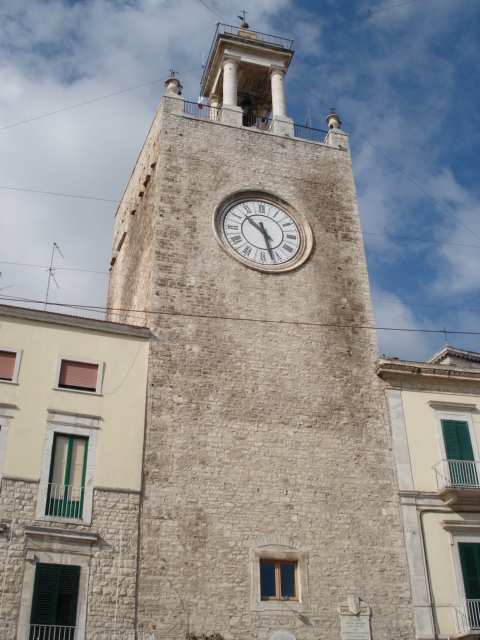
Der 1075 erbaute Normannenturm

Die Stadt wird erstmals in einer Schenkungsurkunde der Langobarden an das Kloster Montecassino aus dem 8. Jahrhundert erwähnt. Seit dem 11. Jahrhundert stand Terlizzi weitgehend unter dem Einfluss eines normannischen Adelsgeschlechts aus Giovinazzo, welches beide Ortschaften befestigte, und das bis dahin dominierende Byzanz zurückdrängte. Von der damals gebauten Festung ist unter anderem ein 31 Meter hoher Glockenturm erhalten geblieben.

## Persönlichkeiten
- Donato Cannone (* 1982), Radrennfahrer
- Ferrante de Gemmis, Schriftsteller
- Felice di Molfetta (* 1940), katholischer Bischof
- Pietro Pulli (1771–1842), Chemiker
- Gennaro Scalea (1670–1739), katholischer Bischof

## Städtepartnerschaften
Terlizzi unterhält eine inneritalienische Partnerschaft mit der Stadt Sesto San Giovanni in der Metropolitanstadt Mailand.

## Belege
1. ↑  Bilancio demografico e popolazione residente per sesso al 31 dicembre 2023. ISTAT. (Bevölkerungsstatistiken des Istituto Nazionale di Statistica, Stand 31. Dezember 2023).